# Aeschnophlebia zygoptera
Aeschnophlebia zygoptera là loài chuồn chuồn trong họ Aeshnidae. Loài này được Belyshev mô tả khoa học đầu tiên năm 1965.